# Ortrud
Ortrud ist ein weiblicher Vorname.

## Herkunft und Bedeutung
Der Name Ortrud ist ein althochdeutscher seltener Vorname, dessen Bedeutung sich aus „ort“=Schwertspitze und „trud“=Kraft ableitet.

## Namenstag
23. Juni

## Varianten
- Ortraud, Ortrude

## Bekannte Namensträgerinnen
- Ortrud Abeking (1904–1977), deutsche Schauspielerin und Malerin
- Ortrud Beginnen (1938–1999), deutsche Film- und Theaterschauspielerin
- Ortrud Gutjahr (* 1954), deutsche Germanistin
- Ortrud Mann (1917–2006), schwedische Dirigentin
- Ortrud von der Recke (1916–2000), deutsche Adelige und Filmdarstellerin
- Ortrud Schaale (1914–1986), deutsche Lehrerin auf den Azoren
- Ortrud Sturm (* 1959), deutsche Holzbildhauerin abstrakter Kunstwerke
- Ortrud Wagner (* vor 1895, † nach 1921), deutsche Stummfilm-Schauspielerin
- Ortrud Westheider (* 1964), deutsche Kunsthistorikerin, Museumsleiterin in Potsdam

Ortraud
- Ortraud Lerch (1939–2013), deutsche Mosaikkünstlerin

## Sonstiges
- Ortrud ist eine Gestalt in Richard Wagners Oper Lohengrin.
- Ortrud ist ein Asteroid des Hauptgürtels.